# Tamara Costache
Tamara Costache (n. 23 iulie 1970, Ploiești, România) este o fostă înotătoare, multiplă campioană europeană și mondială. Este singura înotătoare română deținătoare a unui record mondial realizat la proba de 50 m liber (0' 25'' 28), stabilit la Madrid în anul 1986. Din 2013 ea este cetățean de onoare al Ploieștiului.

## Palmares[3]
- 15 titluri naționale și 8 recorduri ale României la natație (probe scurte)
- campioană europeană junioare la 100 m liber (1985)
- campioană mondială senioare la 50 m liber (1986)
- 4 recorduri europene consecutive la 50 m liber (1986)
- campioană europeană senioare 50 m liber și medalie de bronz la 100 m liber (1987)